# Saison 2023-2024 de la KHL
Saison précédente Saison suivante
La saison 2023-2024 est la 16e saison de la Ligue continentale de hockey (KHL).

## Palmarès de la saison
- KHL
  - Coupe d'Ouverture : Ak Bars Kazan
  - Coupe du Continent : HK Dinamo Moscou
  - Coupe Gagarine : Metallourg Magnitogorsk

## Saison régulière
La saison régulière se déroule du 1er septembre 2023 au 26 février 2024.
La Coupe d'Ouverture oppose le CSKA Moscou aux Ak Bars Kazan.
| 1er septembre 2023 | HK CSKA Moscou | 2-5 (0-1, 1-2, 1-2) | Ak Bars Kazan | CSKA Arena, Moscou 9 756 spectateurs |

| Feuille de match | Feuille de match                                                    | Feuille de match            | Feuille de match | Feuille de match                                                               |
| ---------------- | ------------------------------------------------------------------- | --------------------------- | --- | ------------------------------------------------------------------------------ |
|                  | Nesterov (Okoulov, Grigorenko) — 23 min 16 s Dyblenko — 46 min 15 s | 0-1 1-1 1-2 1-3 2-3 2-4 2-5 | Kagarlitski (Jaškin) — 16 min 5 s Jaškin (Jouravliov) — 36 min 20 s Dyniak (Loukoïanov, Liamkine) — 36 min 51 s Radoulov (Chipatchiov, Galiev) — 52 min 32 s (SN) Chipatchiov (Liamkine, Radoulov) — 52 min 32 s (SN) | Arbitrage : Viktor Birine Konstantin Olenine Sergueï Chelianine Dmitri Chichlo |
| Ivan Fedotov     | Gardiens                                                            | Timour Bilialov             | | Arbitrage : Viktor Birine Konstantin Olenine Sergueï Chelianine Dmitri Chichlo |
| 14 min           | Pénalités                                                           | 22 min                      | | Arbitrage : Viktor Birine Konstantin Olenine Sergueï Chelianine Dmitri Chichlo |
|                  |                                                                     |                             | | Arbitrage : Viktor Birine Konstantin Olenine Sergueï Chelianine Dmitri Chichlo |

### Classements
La distribution des points s'effectue selon le système suivant :
- 2 points pour la victoire dans le temps réglementaire, en prolongation ou aux tirs au but.
- 1 point pour la défaite en prolongation ou aux tirs au but.
- 0 point pour la défaite dans le temps réglementaire.

#### Conférence Ouest
| Clt   | Équipe                 | PJ | V  | VP | VF | D  | DP | DF | BP  | BC  | Pts |
| ----- | ---------------------- | -- | -- | -- | -- | -- | -- | -- | --- | --- | --- |
| +001, | HK Dinamo Moscou       | 68 | 31 | 11 | 4  | 16 | 3  | 3  | 215 | 160 | 98  |
| +002, | SKA Saint-Pétersbourg  | 68 | 40 | 2  | 4  | 19 | 2  | 1  | 220 | 139 | 95  |
| +003, | Lokomotiv Iaroslavl    | 68 | 34 | 8  | 2  | 19 | 1  | 4  | 174 | 139 | 93  |
| +004, | HK Spartak Moscou      | 68 | 36 | 3  | 1  | 20 | 4  | 4  | 233 | 189 | 88  |
| +005, | Severstal Tcherepovets | 68 | 30 | 1  | 5  | 24 | 5  | 3  | 203 | 185 | 80  |
| +006, | HK CSKA Moscou         | 68 | 30 | 3  | 1  | 26 | 7  | 1  | 193 | 166 | 76  |
| +007, | Torpedo Nijni Novgorod | 68 | 27 | 5  | 2  | 27 | 4  | 3  | 189 | 180 | 75  |
| +008, | HK Dinamo Minsk        | 68 | 26 | 5  | 1  | 31 | 3  | 2  | 180 | 178 | 69  |
| +009, | HC Red Star Kunlun     | 68 | 15 | 6  | 4  | 37 | 4  | 2  | 159 | 222 | 56  |
| +010, | HK Sotchi              | 68 | 19 | 1  | 3  | 38 | 7  | 0  | 168 | 254 | 53  |
| +011, | HK Vitiaz              | 68 | 14 | 4  | 2  | 40 | 4  | 4  | 133 | 224 | 48  |

#### Conférence Est
| Clt   | Équipe                      | PJ | V  | VP | VF | D  | DP | DF | BP  | BC  | Pts |
| ----- | --------------------------- | -- | -- | -- | -- | -- | -- | -- | --- | --- | --- |
| +001, | Metallourg Magnitogorsk     | 68 | 35 | 7  | 2  | 17 | 3  | 4  | 212 | 167 | 95  |
| +002, | Avangard Omsk               | 68 | 31 | 9  | 3  | 19 | 5  | 1  | 211 | 181 | 92  |
| +003, | Salavat Ioulaïev Oufa       | 68 | 36 | 4  | 2  | 20 | 4  | 2  | 196 | 143 | 90  |
| +004, | Ak Bars Kazan               | 68 | 33 | 6  | 2  | 25 | 2  | 0  | 175 | 140 | 84  |
| +005, | Avtomobilist Iekaterinbourg | 68 | 26 | 5  | 6  | 23 | 4  | 4  | 163 | 157 | 82  |
| +006, | Traktor Tcheliabinsk        | 68 | 27 | 6  | 4  | 25 | 4  | 2  | 183 | 167 | 80  |
| +007, | Lada Togliatti              | 68 | 24 | 4  | 4  | 22 | 10 | 4  | 165 | 170 | 78  |
| +008, | Amour Khabarovsk            | 68 | 23 | 3  | 3  | 26 | 6  | 7  | 159 | 178 | 71  |
| +009, | Neftekhimik Nijnekamsk      | 68 | 20 | 6  | 1  | 26 | 9  | 6  | 158 | 201 | 69  |
| +010, | Sibir Novossibirsk          | 68 | 20 | 3  | 5  | 29 | 8  | 3  | 148 | 180 | 67  |
| +011, | Admiral Vladivostok         | 68 | 14 | 4  | 3  | 35 | 6  | 6  | 148 | 197 | 54  |
| +012, | HK Barys                    | 68 | 12 | 4  | 5  | 39 | 5  | 3  | 137 | 205 | 50  |

- Champion de la Coupe du Continent
- Qualifié pour la Coupe Gagarine

### Meilleurs pointeurs
| Joueur               | Équipe                 | PJ | B  | A  | Pts | +/- | Pun |
| -------------------- | ---------------------- | -- | -- | -- | --- | --- | --- |
| Nikita Goussev       | HK Dinamo Moscou       | 68 | 23 | 66 | 89  | +22 | 10  |
| Reid Boucher         | Avangard Omsk          | 64 | 44 | 34 | 78  | +22 | 34  |
| Nikolaï Goldobine    | HK Spartak Moscou      | 67 | 37 | 41 | 78  | +10 | 20  |
| Jordan Weal          | HK Dinamo Moscou       | 66 | 30 | 47 | 77  | +21 | 30  |
| Vladimir Tkatchiov   | Avangard Omsk          | 58 | 20 | 55 | 75  | +13 | 32  |
| Kirill Pilipenko     | Severstal Tcherepovets | 62 | 32 | 30 | 62  | +12 | 14  |
| Ryan Spooner         | Avangard Omsk          | 65 | 23 | 38 | 61  | +11 | 10  |
| Pavel Poriadine      | HK Spartak Moscou      | 65 | 27 | 30 | 57  | +12 | 50  |
| Alexander Chmelevski | Salavat Ioulaïev Oufa  | 67 | 27 | 29 | 56  | +10 | 48  |
| Aleksandr Nikichine  | SKA Saint-Pétersbourg  | 67 | 17 | 39 | 56  | +32 | 39  |

### Meilleurs gardiens
| Gardien            | Équipe(s)                                 | PJ | V  | D  | Min           | Moy  | %Arr | Bl |
| ------------------ | ----------------------------------------- | -- | -- | -- | ------------- | ---- | ---- | -- |
| Timour Bilialov    | Ak Bars Kazan                             | 48 | 30 | 15 | 2766 min 54 s | 93,8 | 1,82 | 7  |
| Aleksandr Samonov  | Salavat Ioulaïev Oufa                     | 49 | 29 | 16 | 2847 min 47 s | 93,7 | 1,79 | 7  |
| Nikita Serebriakov | SKA Saint-Pétersbourg Admiral Vladivostok | 47 | 30 | 12 | 2640 min 12 s | 93,3 | 2,07 | 5  |
| Pavel Khomtchenko  | Avangard Omsk Admiral Vladivostok         | 29 | 10 | 13 | 1439 min 59 s | 93,1 | 2,46 | 1  |
| Ilia Nabokov       | Metallourg Magnitogorsk                   | 43 | 23 | 13 | 2231 min 56 s | 93   | 2,15 | 3  |

## Coupe Gagarine
Les séries éliminatoires de la Coupe Gagarine se déroulent entre le 29 février et le 29 avril 2024. Les huitièmes de finale de la Coupe Gagarine se jouent entre équipes de la même conférence (est ou ouest). Lors des quarts de finale de la Coupe Gagarine, chaque équipe affronte une équipe n'appartenant pas à sa conférence.
|  | Quarts de finale de Conférence | Quarts de finale de Conférence | Quarts de finale de Conférence |   |                         | Demi-finales de Conférence | Demi-finales de Conférence | Demi-finales de Conférence |  |    | Finales de Conférence   | Finales de Conférence | Finales de Conférence |  |    | Finale de la Coupe Gagarine | Finale de la Coupe Gagarine | Finale de la Coupe Gagarine |
|  |                                |                                |                                |   |                         |                            |                            |                            |  |    |                         |                       |                       |  |    |                             |                             |                             |
|  | 1O                             | HK Dinamo Moscou               | 4                              |   |                         |                            |                            |                            |  |    |                         |                       |                       |  |    |                             |                             |                             |
|  | 8O                             | HK Dinamo Minsk                | 2                              |   |                         |                            |                            |                            |  |    |                         |                       |                       |  |    |                             |                             |                             |
|  | 8O                             | HK Dinamo Minsk                | 2                              |   | 1O                      | HK Dinamo Moscou           | 0                          |                            |  |    |                         |                       |                       |  |    |                             |                             |                             |
|  |                                |                                |                                |   | 1O                      | HK Dinamo Moscou           | 0                          |                            |  |    |                         |                       |                       |  |    |                             |                             |                             |
|  |                                | 6E                             | Traktor Tcheliabinsk           | 4 |                         |                            |                            |                            |  |    |                         |                       |                       |  |    |                             |                             |                             |
|  | 3E                             | 6E                             | Traktor Tcheliabinsk           | 4 | Salavat Ioulaïev Oufa   | 2                          |                            |                            |  |    |                         |                       |                       |  |    |                             |                             |                             |
|  | 3E                             |                                |                                |   | Salavat Ioulaïev Oufa   | 2                          |                            |                            |  |    |                         |                       |                       |  |    |                             |                             |                             |
|  | 6E                             | Traktor Tcheliabinsk           | 4                              |   |                         |                            |                            |                            |  |    |                         |                       |                       |  |    |                             |                             |                             |
|  | 6E                             | Traktor Tcheliabinsk           | 4                              |   |                         |                            |                            |                            |  | 6E | Traktor Tcheliabinsk    | 0                     |                       |  |    |                             |                             |                             |
|  |                                |                                |                                |   |                         |                            |                            |                            |  | 6E | Traktor Tcheliabinsk    | 0                     |                       |  |    |                             |                             |                             |
|  |                                | 3O                             | Lokomotiv Iaroslavl            | 4 |                         |                            |                            |                            |  |    |                         |                       |                       |  |    |                             |                             |                             |
|  | 2E                             | 3O                             | Lokomotiv Iaroslavl            | 4 | Avangard Omsk           | 4                          |                            |                            |  |    |                         |                       |                       |  |    |                             |                             |                             |
|  | 2E                             |                                |                                |   | Avangard Omsk           | 4                          |                            |                            |  |    |                         |                       |                       |  |    |                             |                             |                             |
|  | 7E                             | Lada Togliatti                 | 1                              |   |                         |                            |                            |                            |  |    |                         |                       |                       |  |    |                             |                             |                             |
|  | 7E                             | Lada Togliatti                 | 1                              |   | 2E                      | Avangard Omsk              | 3                          |                            |  |    |                         |                       |                       |  |    |                             |                             |                             |
|  |                                |                                |                                |   | 2E                      | Avangard Omsk              | 3                          |                            |  |    |                         |                       |                       |  |    |                             |                             |                             |
|  |                                | 3O                             | Lokomotiv Iaroslavl            | 4 |                         |                            |                            |                            |  |    |                         |                       |                       |  |    |                             |                             |                             |
|  | 3O                             | 3O                             | Lokomotiv Iaroslavl            | 4 | Lokomotiv Iaroslavl     | 4                          |                            |                            |  |    |                         |                       |                       |  |    |                             |                             |                             |
|  | 3O                             |                                |                                |   | Lokomotiv Iaroslavl     | 4                          |                            |                            |  |    |                         |                       |                       |  |    |                             |                             |                             |
|  | 6O                             | HK CSKA Moscou                 | 1                              |   |                         |                            |                            |                            |  |    |                         |                       |                       |  |    |                             |                             |                             |
|  | 6O                             | HK CSKA Moscou                 | 1                              |   |                         |                            |                            |                            |  |    |                         |                       |                       |  | 3O | Lokomotiv Iaroslavl         | 0                           |                             |
|  |                                |                                |                                |   |                         |                            |                            |                            |  |    |                         |                       |                       |  | 3O | Lokomotiv Iaroslavl         | 0                           |                             |
|  |                                | 1E                             | Metallourg Magnitogorsk        | 4 |                         |                            |                            |                            |  |    |                         |                       |                       |  |    |                             |                             |                             |
|  | 1E                             | 1E                             | Metallourg Magnitogorsk        | 4 | Metallourg Magnitogorsk | 4                          |                            |                            |  |    |                         |                       |                       |  |    |                             |                             |                             |
|  | 1E                             |                                |                                |   | Metallourg Magnitogorsk | 4                          |                            |                            |  |    |                         |                       |                       |  |    |                             |                             |                             |
|  | 8E                             | Amour Khabarovsk               | 2                              |   |                         |                            |                            |                            |  |    |                         |                       |                       |  |    |                             |                             |                             |
|  | 8E                             | Amour Khabarovsk               | 2                              |   | 1E                      | Metallourg Magnitogorsk    | 4                          |                            |  |    |                         |                       |                       |  |    |                             |                             |                             |
|  |                                |                                |                                |   | 1E                      | Metallourg Magnitogorsk    | 4                          |                            |  |    |                         |                       |                       |  |    |                             |                             |                             |
|  |                                | 4O                             | HK Spartak Moscou              | 2 |                         |                            |                            |                            |  |    |                         |                       |                       |  |    |                             |                             |                             |
|  | 4O                             | 4O                             | HK Spartak Moscou              | 2 | HK Spartak Moscou       | 4                          |                            |                            |  |    |                         |                       |                       |  |    |                             |                             |                             |
|  | 4O                             |                                |                                |   | HK Spartak Moscou       | 4                          |                            |                            |  |    |                         |                       |                       |  |    |                             |                             |                             |
|  | 5O                             | Severstal Tcherepovets         | 1                              |   |                         |                            |                            |                            |  |    |                         |                       |                       |  |    |                             |                             |                             |
|  | 5O                             | Severstal Tcherepovets         | 1                              |   |                         |                            |                            |                            |  | 1E | Metallourg Magnitogorsk | 4                     |                       |  |    |                             |                             |                             |
|  |                                |                                |                                |   |                         |                            |                            |                            |  | 1E | Metallourg Magnitogorsk | 4                     |                       |  |    |                             |                             |                             |
|  |                                | 5E                             | Avtomobilist Iekaterinbourg    | 3 |                         |                            |                            |                            |  |    |                         |                       |                       |  |    |                             |                             |                             |
|  | 2O                             | 5E                             | Avtomobilist Iekaterinbourg    | 3 | SKA Saint-Pétersbourg   | 4                          |                            |                            |  |    |                         |                       |                       |  |    |                             |                             |                             |
|  | 2O                             |                                |                                |   | SKA Saint-Pétersbourg   | 4                          |                            |                            |  |    |                         |                       |                       |  |    |                             |                             |                             |
|  | 7O                             | Torpedo Nijni Novogorod        | 1                              |   |                         |                            |                            |                            |  |    |                         |                       |                       |  |    |                             |                             |                             |
|  | 7O                             | Torpedo Nijni Novogorod        | 1                              |   | 2O                      | SKA Saint-Pétersbourg      | 1                          |                            |  |    |                         |                       |                       |  |    |                             |                             |                             |
|  |                                |                                |                                |   | 2O                      | SKA Saint-Pétersbourg      | 1                          |                            |  |    |                         |                       |                       |  |    |                             |                             |                             |
|  |                                | 5E                             | Avtomobilist Iekaterinbourg    | 4 |                         |                            |                            |                            |  |    |                         |                       |                       |  |    |                             |                             |                             |
|  | 4E                             | 5E                             | Avtomobilist Iekaterinbourg    | 4 | Ak Bars Kazan           | 1                          |                            |                            |  |    |                         |                       |                       |  |    |                             |                             |                             |
|  | 4E                             |                                |                                |   | Ak Bars Kazan           | 1                          |                            |                            |  |    |                         |                       |                       |  |    |                             |                             |                             |
|  | 5E                             | Avtomobilist Iekaterinbourg    | 4                              |   |                         |                            |                            |                            |  |    |                         |                       |                       |  |    |                             |                             |                             |

### Finale
| 18 avril 2024 | Metallourg Magnitogorsk | 2-1 (0-0, 0-0, 2-1) | Lokomotiv Iaroslavl | Arena Metallourg, Magnitogorsk 7 500 spectateurs |

| Feuille de match | Feuille de match                                                                     | Feuille de match | Feuille de match                            | Feuille de match                                                               |
| ---------------- | ------------------------------------------------------------------------------------ | ---------------- | ------------------------------------------- | ------------------------------------------------------------------------------ |
|                  | Mikhaïlis (Petounine) — 45 min 14 s Petounine (Press, Gueraskine) — 58 min 16 s (SN) | 0-1 1-1 2-1      | Beriozkine (Kaïoumov, Ivanov) — 42 min 59 s | Arbitrage : Sergueï Ioudakov Viktor Gachilov Maksim Berseniov Ievgueni Ioudine |
| Ilia Nabokov     | Gardiens                                                                             | Daniil Issaïev   |                                             | Arbitrage : Sergueï Ioudakov Viktor Gachilov Maksim Berseniov Ievgueni Ioudine |
| 2 min            | Pénalités                                                                            | 4 min            |                                             | Arbitrage : Sergueï Ioudakov Viktor Gachilov Maksim Berseniov Ievgueni Ioudine |
| 33               | Tirs                                                                                 | 21               |                                             | Arbitrage : Sergueï Ioudakov Viktor Gachilov Maksim Berseniov Ievgueni Ioudine |

| 20 avril 2024 | Metallourg Magnitogorsk | 1-0 (0-0, 0-0, 1-0) | Lokomotiv Iaroslavl | Arena Metallourg, Magnitogorsk 7 500 spectateurs |

| Feuille de match | Feuille de match                        | Feuille de match | Feuille de match | Feuille de match                                                                  |
| ---------------- | --------------------------------------- | ---------------- | ---------------- | --------------------------------------------------------------------------------- |
|                  | Zernov (Silantiev, Press) — 40 min 21 s | 1-0              |                  | Arbitrage : Sergueï Beliaïev Ievgueni Romasko Nikita Biliouguine Iaroslav Parikov |
| Ilia Nabokov     | Gardiens                                | Daniil Issaïev   |                  | Arbitrage : Sergueï Beliaïev Ievgueni Romasko Nikita Biliouguine Iaroslav Parikov |
| 4 min            | Pénalités                               | 8 min            |                  | Arbitrage : Sergueï Beliaïev Ievgueni Romasko Nikita Biliouguine Iaroslav Parikov |
| 25               | Tirs                                    | 32               |                  | Arbitrage : Sergueï Beliaïev Ievgueni Romasko Nikita Biliouguine Iaroslav Parikov |

| 22 avril 2024 | Lokomotiv Iaroslavl | 1-2 (pr) (0-0, 0-1, 1-0, 0-1) | Metallourg Magnitogorsk | Arena 2000, Iaroslavl 7 678 spectateurs |

| Feuille de match | Feuille de match                            | Feuille de match | Feuille de match                                                            | Feuille de match                                                                   |
| ---------------- | ------------------------------------------- | ---------------- | --------------------------------------------------------------------------- | ---------------------------------------------------------------------------------- |
|                  | Ivanov (Kaïoumov, Beriozkine) — 51 min 57 s | 0-1 1-1 0-1      | Silantiev (Zernov, Kantserov) — 34 min 56 s Petounine (Press) — 63 min 39 s | Arbitrage : Sergueï Morozov Konstantin Olenine Dmitri Sivov Aleksandr Tchernychiov |
| Daniil Issaïev   | Gardiens                                    | Ilia Nabokov     |                                                                             | Arbitrage : Sergueï Morozov Konstantin Olenine Dmitri Sivov Aleksandr Tchernychiov |
| 2 min            | Pénalités                                   | 2 min            |                                                                             | Arbitrage : Sergueï Morozov Konstantin Olenine Dmitri Sivov Aleksandr Tchernychiov |
| 33               | Tirs                                        | 27               |                                                                             | Arbitrage : Sergueï Morozov Konstantin Olenine Dmitri Sivov Aleksandr Tchernychiov |

| 24 avril 2024 | Lokomotiv Iaroslavl | 1-2 (1-0, 0-1, 0-1) | Metallourg Magnitogorsk | Arena 2000, Iaroslavl 7 846 spectateurs |

| Feuille de match | Feuille de match                            | Feuille de match | Feuille de match                                                                                  | Feuille de match                                                           |
| ---------------- | ------------------------------------------- | ---------------- | ------------------------------------------------------------------------------------------------- | -------------------------------------------------------------------------- |
|                  | Likhatchiov (Tessanov, Gernát) — 8 min 33 s | 1-0 1-1 1-2      | Zernov (Minouline, Silantiev) — 39 min 22 s Vovtchenko (Petounine, Gueraskine) — 51 min 10 s (SN) | Arbitrage : Maksim Sidorenko Ivan Fateïev Artiom Savenkov Dmitri Golovliov |
| Daniil Issaïev   | Gardiens                                    | Ilia Nabokov     |                                                                                                   | Arbitrage : Maksim Sidorenko Ivan Fateïev Artiom Savenkov Dmitri Golovliov |
| 8 min            | Pénalités                                   | 4 min            |                                                                                                   | Arbitrage : Maksim Sidorenko Ivan Fateïev Artiom Savenkov Dmitri Golovliov |
| 28               | Tirs                                        | 30               |                                                                                                   | Arbitrage : Maksim Sidorenko Ivan Fateïev Artiom Savenkov Dmitri Golovliov |

## Effectif vainqueur de la Coupe Gagarine
| Vainqueurs de la Coupe Gagarine 2024 Metallourg Magnitogorsk | Gardiens : Aleksandr Smoline, Ilia Nabokov, Aleksandr Soudnitsine*, Nikita Podskrebaline* Défenseurs : Valeri Orekhov, Robin Press (A), Danil Gololobov, Iegor Iakovlev (C), Makar Khabarov, Artiom Minouline, Alekseï Maklioukov (A), Danila Palivko, Vladislav Ieriomenko Attaquants : Roman Kantserov, Nikita Mikhaïlis, Maksim Karpov (A), Iegor Korobkine, Igor Gueraskine, Nikita Grebionkine, Luke Johnson, Arkhip Nekolenko, Mikhaïl Grass*, Dmitri Silantiev, Denis Zernov, Pavel Akolzine, Danila Iourov, Maksim Moukhametov, Danila Kvartalnov, Aleksandr Petounine, Daniil Vovtchenko. Entraîneurs : Andreï Razine assisté de Ievgueni Mikhalkevitch, Iaroslav Khabarov, Iouri Troubatchiov, Sergueï Moziakine |

(*) Ces joueurs n'ont pas disputé de match dans les séries éliminatoires.

## Trophées individuels
- Joueur le plus utile des séries éliminatoires : Ilia Nabokov (Metallourg Magnitogorsk).
- Meilleur pointeur : Nikita Gousev (HK Dinamo Moscou), 89 points.
- Meilleur buteur : Reid Boucher (Avangard) 44 buts.
- Meilleur pointeur chez les défenseurs : Aleksandr Nikichine (SKA) 56 points.
- Crosse d'or (meilleur joueur) : Nikita Gousev.
- Casque d'or (équipe type) : Ilia Nabokov, Robin Press (Metallourg Magnitogorsk), Aleksandr Nikichine (SKA), Nikita Gousev (HK Dinamo Moscou), Nikolaï Goldobine (HK Spartak Moscou), Vladimir Tkatchiov (Avangard).
- Meilleur gardien : Daniil Issaïev (Lokomotiv Iaroslavl).
- Recrue de la saison : Ilia Nabokov (Metallourg Magnitogorsk).
- Entraîneur de la saison : Andreï Razine (Metallourg Magnitogorsk).
- Meilleur + / - : Aleksandr Nikichine (SKA) +32.
- Ligne la plus productive : Vladimir Tkatchiov, Ryan Spooner, Reid Boucher (Avangard) 66 buts.
- Trophée Bobrov (équipe ayant marqué le plus de buts): Metallourg Magnitogorsk, 270 buts.
- Trophée Sergueï Guimaïev (loyauté au hockey): Ievgueni Birioukov (Salavat Ioulaïev Oufa).
- Meilleur directeur sportif : Alekseï Teksler (Traktor).
- Arbitre de l'année : Konstantin Olenine.
- Juge de ligne de l'année : Dmitri Sivov.
- Ironman : Iegor Iakovlev (Metallourg Magnitogorsk) 234 matchs en trois saisons.